# Dépôt chimique en phase vapeur assisté par plasma
 (août 2019).
Si vous disposez d'ouvrages ou d'articles de référence ou si vous connaissez des sites web de qualité traitant du thème abordé ici, merci de compléter l'article en donnant les références utiles à sa vérifiabilité et en les liant à la section « Notes et références ».

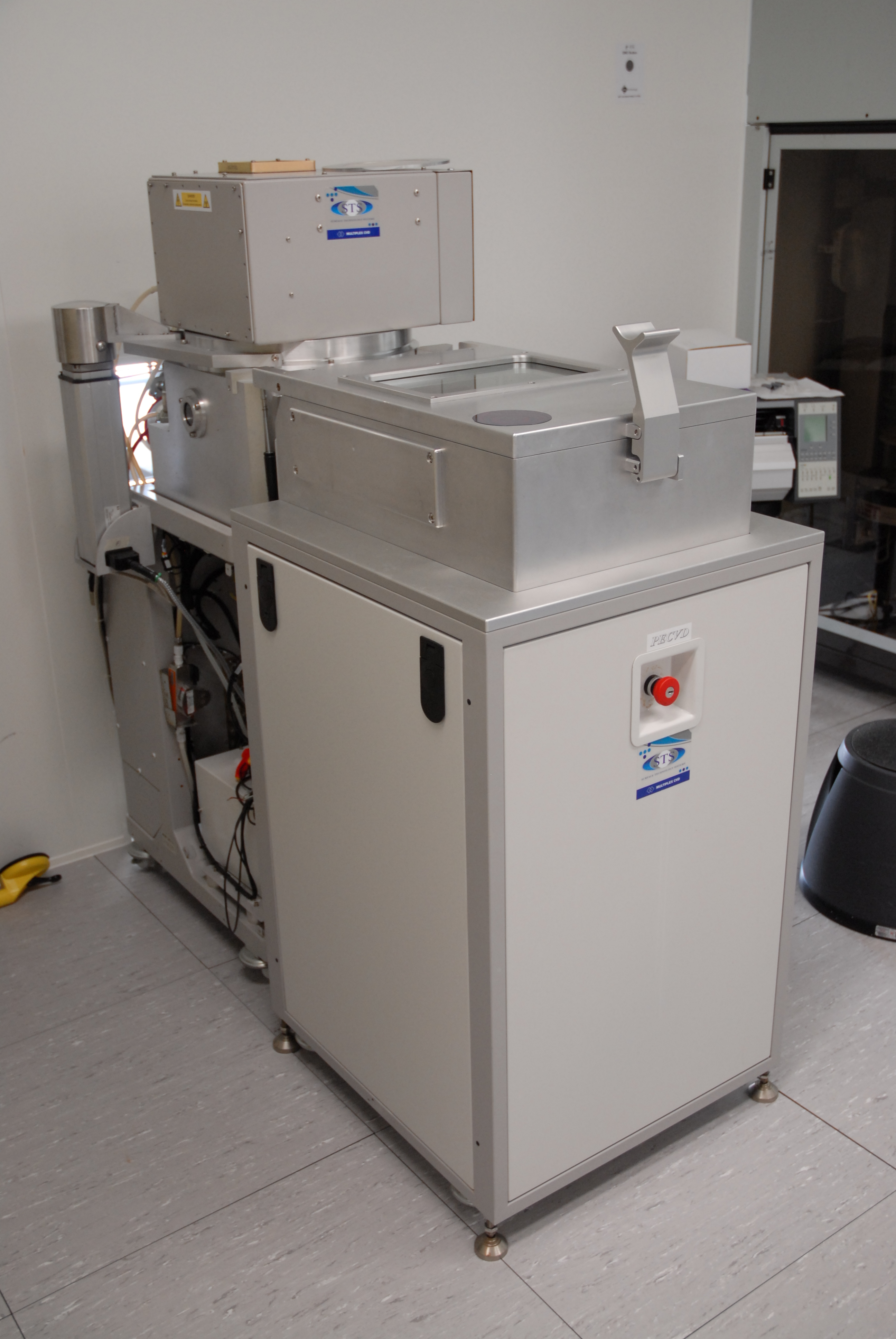
Équipement de PECVD.

Le dépôt chimique en phase vapeur assisté par plasma (ou PECVD, pour Plasma-Enhanced Chemical Vapor Deposition en anglais) est un procédé utilisé pour déposer des couches minces sur un substrat à partir d'un état gazeux (vapeur). Des réactions chimiques se déroulent au cours du processus après la formation d'un plasma à partir des gaz du réacteur. Le plasma est généralement créé à partir de ce gaz par une décharge électrique pouvant être générée à partir de sources radio-fréquences (13,56 MHz), micro-ondes (2,45 GHz) ou par une décharge électrique continue entre deux électrodes.

## Décharge de traitement
Un plasma est un gaz dans lequel un pourcentage important d'atomes ou de molécules sont ionisés. L'ionisation partielle dans les plasmas utilisés pour les dépôts varie de 10−4 pour les décharges capacitives typiques à 5-10 % pour les plasmas inductifs à haute densité. Les plasmas de traitement sont généralement placés à des pressions de l'ordre de quelques millitorr à quelques torrs, bien que l'arc de décharge et le plasma inductif puissent être allumés à pression atmosphérique. Les plasmas avec une ionisation partielle très faible sont d'un grand intérêt pour le traitement des matériaux car les électrons, ayant une très faible masse comparativement à des atomes ou des molécules, n'échangent que très peu d'énergie avec le gaz neutre. Par conséquent, les électrons peuvent être maintenus à des températures équivalentes très élevées (de l'ordre de plusieurs dizaines de milliers de degrés, ce qui équivaut à une énergie moyenne de plusieurs électrons-volts) tandis que les atomes neutres demeurent à la température ambiante. Ces électrons à haute énergie peuvent alors induire des processus dont la probabilité est très faible à température ambiante, tels que la dissociation de molécules (précurseurs) ou la création de grandes quantités de radicaux libres.
Un second avantage du dépôt à l'aide d'une décharge provient de la plus grande mobilité des électrons par rapport aux ions. En conséquence, le plasma est normalement chargé plus positivement que n'importe quel objet avec lequel il est en contact, faute de quoi un flux important d'électrons s'écoulerait du plasma vers l'objet. La différence de potentiel entre le plasma et les objets à son contact chute très rapidement sur une très faible épaisseur. Les atomes ou molécules ionisés qui diffusent en bordure de cette couche limite subissent une force électrostatique et sont accélérés vers la surface voisine. Ainsi, toutes les surfaces exposées au plasma reçoivent un bombardement d'ions à haute énergie. Le potentiel à travers la couche limite qui entoure un objet isolé électriquement (le potentiel flottant) est généralement de l'ordre de 10 à 20 V seulement. Cependant des potentiels beaucoup plus élevés peuvent être atteints par des ajustements dans la géométrie ou la configuration du réacteur. La conséquence de ce bombardement d'ions énergétiques en cours de dépôt est qu'il peut entraîner une augmentation de la densité du film et aider à éliminer les contaminants, améliorant ainsi les propriétés électriques et mécaniques du film. Dans le cas d'un plasma à haute densité, la densité d'ions peut être augmentée suffisamment pour accroître significativement le phénomène de pulvérisation de la couche déposée afin de planariser le film et de remplir les tranchées et les trous.

## Types de réacteur
Une simple décharge en courant continu créée sous une pression de quelques torrs entre deux électrodes peut suffire pour les dépôts de matériaux conducteurs. Cependant, en ce qui concerne les films diélectriques, cela ne peut suffire car la décharge s'éteindra rapidement. Dans ce cas, il est plus courant d'employer une excitation par décharge capacitive en appliquant un courant alternatif ou radio-fréquence entre une électrode et les parois conductrices d'une chambre de réacteur (ou entre deux électrodes cylindriques se faisant face). Cette dernière configuration est connue sous le nom de réacteur à plaques parallèles. Des fréquences variant de quelques dizaines à quelques milliers de hertz produiront des plasmas variant dans le temps, avec des extinctions et des allumages réguliers, alors que des fréquences de plusieurs dizaines de kilohertz à quelques dizaines de mégahertz produiront des décharges relativement stables dans le temps.
Les excitations à basse fréquence (autour de 100 kHz) nécessitent plusieurs centaines de volts pour maintenir la décharge. Ces tensions importantes conduisent à un bombardement ionique à haute énergie des surfaces. Les plasmas à haute fréquence sont généralement excités à une fréquence standard de 13,56 MHz. À ces fréquences, le courant induit par le déplacement de la couche limite et la diffusion à l'intérieur de celle-ci contribue à l'ionisation et permet donc de diminuer les tensions requises pour atteindre des plasmas à haute densité. On peut ainsi régler la chimie et le bombardement ionique au cours du dépôt en modifiant la fréquence d'excitation ou en utilisant un mélange de basses et de hautes fréquences dans un même réacteur. Pour une électrode d'un diamètre de 200 à 300 mm, la puissance d'excitation peut alors atteindre de quelques dizaines à quelques centaines de watts.
Les plasmas capacitifs sont généralement très peu ionisés, ce qui entraîne une dissociation limitée des précurseurs et de faibles taux de dépôt. Des plasmas plus denses peuvent être créés en utilisant les décharges inductives où une bobine d'induction excitée par un signal haute fréquence induit un champ électrique à l'intérieur de la décharge, accélérant ainsi les électrons présents dans le plasma lui-même plutôt que juste ceux présents au bord de la couche limite. Des puissances d'excitation de plusieurs dizaines de kilowatts sont couramment utilisées dans les réacteurs modernes.

## Applications
Le dépôt par plasma est souvent utilisé dans la fabrication de dispositifs à semi-conducteurs pour déposer des films sur des plaquettes possédant une ou plusieurs couches métalliques ou d'autres structures sensibles à la température. Le dioxyde de silicium (SiO2) peut être déposé à partir de dichlorosilane ou d'un mélange de silane et d'oxygène, généralement à des pressions allant de quelques centaines de millitorrs à quelques torrs. Un nitrure de silicium déposé par plasma, formé à partir de silane et d'ammoniac ou d'azote, est également largement utilisé même s'il est important de noter qu'il est impossible de déposer un nitrure pur de cette façon. En effet, le plasma contenant toujours une grande quantité d'hydrogène, celui-ci peut se greffer sur le silicium (Si-H) ou sur l'azote (Si-NH). La présence d'hydrogène influence de manière importante l'absorption UV, la stabilité, le stress mécanique et la conductivité électrique de la couche déposée.
L'oxyde de silicium peut également être déposé à partir de tétraéthoxysilane (TEOS) dans un plasma oxygène ou oxygène-argon. Ces films peuvent alors être contaminés significativement par du carbone et de l'hydrogène sous forme de silanol et être instables à l'air. Des pressions de quelques torrs combinées avec une faible distance inter-électrodes peuvent permettre d'atteindre un taux de dépôt important avec une bonne stabilité du film.